# 戴氏多齒鰳
戴氏多齒鰳為輻鰭魚綱鲱形目鋸腹鰳科的其中一種，為熱帶海水魚，分布於印度洋印度南部半鹹水、海域，深度0-50公尺，體長可達13.5公分，棲息在中表層水域，生活習性不明，可做為食用魚。

## 擴展閱讀
維基物種上的相關：戴氏多齒鰳